# Стригинь
Стригинь (бел. Стрыгінь) — агрогородок в Берёзовском районе Брестской области Белоруссии, центр Стригинского сельсовета. Население — 662 человека (2019).

## География
Агрогородок находится в 5 км к юго-востоку от города Берёза, отделён от Берёзы рекой Ясельдой. Рядом с северной окраиной агрогородка проходит автомагистраль М1, также через деревню проходят местные дороги на Соколово и Пересудовичи. Ближайшая ж/д станция в Берёзе (магистраль Минск — Брест).

## История
В начале XIX века — деревня Слонимского уезда Гродненской губернии. В 1817 году была построена церковь Иоанна Богослова. В 1886 году в Песковской волости. С 1915 года оккупирована германскими войсками, с 1919 года до июля 1920 года и с августа 1920 года — войсками Польши (в июле временно установлена советская власть).
Согласно Рижскому мирному договору (1921), деревня вошла в состав межвоенной Польши. В 1924 году в гмине Пески Косовского повета Полесского воеводства Польши.
С 1939 года в составе БССР. С 1940 года в Совинском сельсовете. В 1941—1944 годах оккупирована немецко-фашистскими захватчиками. Погибли 15 жителей деревни, на фронтах Великой Отечественной войны — 53 односельчанина. С 16 июля 1954 года — центр Стригинского сельсовета.

## Население
| Численность населения (по годам) | Численность населения (по годам) | Численность населения (по годам) | Численность населения (по годам) | Численность населения (по годам) | Численность населения (по годам) | Численность населения (по годам) | Численность населения (по годам) | Численность населения (по годам) | Численность населения (по годам) | Численность населения (по годам) |
| 1886                             | 1897                             | 1905                             | 1924                             | 1940                             | 1959                             | 1970                             | 1999                             | 2005                             | 2009                             | 2019                             |
| -------------------------------- | -------------------------------- | -------------------------------- | -------------------------------- | -------------------------------- | -------------------------------- | -------------------------------- | -------------------------------- | -------------------------------- | -------------------------------- | -------------------------------- |
| 598                              | ↗943                             | ↗1058                            | ↘1016                            | ↗1495                            | ↘986                             | ↗1436                            | ↘839                             | ↘767                             | ↘695                             | ↘662                             |

## Достопримечательности
- Православная церковь св. Иоанна Богослова. Деревянная церковь построена в 1817 году[3]. Включена в Государственный список историко-культурных ценностей Республики Беларусь[4]
- Памятник землякам. Северо-западная окраина деревни. Для увековечения памяти 114 земляков, погибших в годы Великой Отечественной войны. В 1985 году поставлена стела и мемориальные доски, на которых выбиты фамилии погибших[5].
- Мемориальная доска воинам-освободителям. На здании Дома культуры. Установлена в 1981 году[5].
- Селище и первобытная стоянка. На западной окраине деревни. На левом берегу реки Ясельда[5].